# 黒き翼のカドルヴェイン
『黒き翼のカドルヴェイン』（くろきつばさのカドルヴェイン）は、曽我部修司による日本の漫画作品。『月刊少年エース』（角川書店）にて同誌14周年企画第3弾として2008年12月号から2009年12月号まで連載された。全7話で単行本も全1巻。

## ストーリー
2095年、とある地方都市に引っ越してきた町田ヒバリは、転校によって閉ざされた声楽家への複雑な想いもあいまって、学校に上手くなじめずにいた。心を許せるのはサボリ仲間の深水昴と綾森椿だけ。そんなある日、謎の巨大物体が街を襲撃。彼の日常は脆くも崩れ去って……。

## 登場人物
町田 ヒバリ（まちだ ヒバリ）
年齢 - 14歳
本作の主人公。中性的な容姿で、ソプラノ。好物は、マンゴーカレーのようである。転校してきたものの、学校に上手く馴染めずに保健室でサボっている。成瀬つぐみの誘いで合唱部に入部。
深水 昴（ふかみ すばる）
年齢 - 14歳
ヒバリのサボリ仲間。転校先でヒバリと親友となった。携帯電話の料金を払っていない様子。第1話の中では、先日望遠鏡を壊したらしい。
綾森 椿（あやもり つばき）
年齢 - 14歳
地主の息子。眼鏡をかけている。ヒバリ達が星を見るために彼の庭に侵入した際に友達となった。
成瀬 つぐみ（なるせ つぐみ）
年齢 - 14歳
ヒバリのクラスメイト。合唱部に所属。ヒバリをどうにか合唱部に入れたいようである（後に、ヒバリは合唱部に入部）。すぐに泣き出す。
竝木 子音（なみき しおん）
年齢 - 14歳 (?)

## 単行本
2010年2月26日に角川コミックス・エースレーベルにて発売。全1巻。ISBN 978-4-04-715330-1